# Вашингтонія
Вашингтонія (Washingtonia) — рід деревних рослин родини Пальмові (Arecaceae, або Palmae) з південного заходу США і північного заходу Мексики.

Існує два види — Washingtonia filifera (англ. California Fan Palm) і Washingtonia robusta (англ. Mexican Fan Palm).
Вашингтонія — швидкозростаюча пальма субтропіків. Витримує короткочасні морози до -12 ° C.
Має віялове листя діаметром до 1.5 м і сірий прямий стовбур висотою до 30 м. Старі засохлі листки можуть не опадати роками, формуючи часом досить високу «спідницю» на стовбурі. Частина стовбура, вільна від старого листя, може бути гладкою або мати залишки черешків листя.
Використовується як декоративне дерево в міських посадках в Каліфорнії і в меншій мірі у Флориді. Дерева, які можна бачити у Флориді, досягають меншої висоти, ніж їх каліфорнійські побратими. Це пояснюють значною грозовою активністю Флориди, де блискавки потрапляють у вашингтонії, які переважно перевищують решту дерев.
Також вашингтонію вирощують в якості кімнатної рослини.